# البین (ویرجینیا)
البین، ویرجینیا (به انگلیسی: Albin, Virginia) یک منطقهٔ مسکونی در ایالات متحده آمریکا است که در ویرجینیا واقع شده‌است.